# Niels Bruno Schmidt
Niels Bruno Schmidt (ur. 8 lutego 1975 w Berlinie) – niemiecki aktor teatralny, telewizyjny i filmowy.

## Kariera
Grał w sztukach: Kalter Hund Demby Nabésa (1997) w Oxymoron Theater am Hackeschen Markt w Berlinie i Pornostars mit Liebeskummer Detlefa Bothesa (2001) w Schauspielhaus w Hanowerze.
Zadebiutował na ekranie w filmie Inge, kwiecień i maj (Inge, April und Mai, 1993). Pojawił się potem gościnnie w serialach kryminalnych RTL: Kobra – oddział specjalny (Alarm für Cobra 11 - Die Autobahnpolizei, 1998, 2000) i Telefon 110 (Polizeiruf 110: Käfer und Prinzessin, 2014). W serialu Sat.1 Słoń (Der Elefant - Mord verjährt nie, 2004) wystąpił w roli komisarza Andreasa Ziera. W dramacie biograficznym Baader-Meinhof (Der Baader Meinhof Komplex, 2008) zagrał autentyczną postać Jana-Carla Raspe, niemieckiego, lewackiego terrorystę, członka RAF.

## Filmografia

### Filmy kinowe
- 1993: Schicksalsspiel jako Roland
- 1997: Tęsknota za miłością (Hunger - Sehnsucht nach Liebe) jako Tom
- 2000: Szkoła (Schule) jako 'Stone' Steiner
- 2004: Bez limitu prędkości (Autobahnraser) jako Knut - BMW 2002 tii
- 2008: Baader-Meinhof (Der Baader Meinhof Komplex) jako Jan-Carl Raspe
- 2009: Pandorum jako Podporucznik statku Eden
- 2013: Bank Lady (Banklady) jako asystent Kruse

### Seriale TV
- 1994: Tatort jako Lucky
- 1998: Kobra – oddział specjalny (Alarm für Cobra 11 - Die Autobahnpolizei) jako Rolf Saecker
- 2000: Tatort jako Jost Stollberg
- 2003: Berlin, Berlin jako Kevin
- 2004: Słoń (Der Elefant - Mord verjährt nie) jako Komisarz Andreas Zier
- 2004: Kobra – oddział specjalny (Alarm für Cobra 11 - Die Autobahnpolizei) jako Dennis Weber
- 2006: Tatort jako Michael Köster
- 2007: Tatort jako Andreas Heller
- 2007  Kobra – oddział specjalny (Alarm für Cobra 11 - Die Autobahnpolizei) jako Sebastian Matisen
- 2014: Tatort jako prawnik Puvogel
- 2014: Telefon 110 (Polizeiruf 110: Käfer und Prinzessin) jako Martin Jahn
- 2016: Tatort jako Henrik Lütten